# Recurvomyces
Recurvomyces är ett släkte av svampar. Recurvomyces ingår i ordningen Capnodiales, klassen Dothideomycetes, divisionen sporsäcksvampar och riket svampar.
|              | Antennulariellaceae                      |
|              |                                          |
|              | Asterinaceae                             |
|              |                                          |
|              | Capnodiaceae                             |
|              |                                          |
|              | Davidiellaceae                           |
|              |                                          |
|              | Euantennariaceae                         |
|              |                                          |
|              | Metacapnodiaceae                         |
|              |                                          |
|              | Micropeltidaceae                         |
|              |                                          |
|              | Mycosphaerellaceae                       |
|              |                                          |
|              | Piedraiaceae                             |
|              |                                          |
|              | Schizothyriaceae                         |
|              |                                          |
|              | Teratosphaeriaceae                       |
|              |                                          |
|              | Scirrhia                                 |
|              |                                          |
|              | Baudoinia                                |
|              |                                          |
|              | Friedmanniomyces                         |
|              |                                          |
|              | Phaeotheca                               |
|              |                                          |
|              | Hyphospora                               |
|              |                                          |
|              | Micropustulomyces                        |
|              |                                          |
|              | Cystocoleus                              |
|              |                                          |
|              | Heptaster                                |
|              |                                          |
|              | Limaciniopsis                            |
|              |                                          |
|              | Capnobotryella                           |
|              |                                          |
|              | Capnocheirides                           |
|              |                                          |
|              | Pseudotaeniolina                         |
|              |                                          |
|              | Xenomeris                                |
|              |                                          |
|              | Monographos                              |
|              |                                          |
|              | Comminutispora                           |
|              |                                          |
|              | Toxicocladosporium                       |
|              |                                          |
|              | Rachicladosporium                        |
|              |                                          |
|              | Verrucocladosporium                      |
|              |                                          |
|              | Pseudovirgaria                           |
|              |                                          |
| Recurvomyces | \| \| Recurvomyces mirabilis \| \| \| \| |
|              | \| \| Recurvomyces mirabilis \| \| \| \| |
|              | Elasticomyces                            |
|              |                                          |
|              | Sporidesmajora                           |
|              |                                          |
|              | Hispidoconidioma                         |
|              |                                          |
|              | Recurvomyces mirabilis                   |
|              |                                          |

|  | Recurvomyces mirabilis |
|  |                        |